# Тамариани (Кабардино-Балкария)
Тамариа́ни (груз. თამარიანი) — упразднённое село в Эльбрусском районе республики Кабардино-Балкария.

## География
Селение Тамариани располагалась в южной части Эльбрусского района, на правом берегу реки Баксан. Находилось в 40 км к северу от районного центра — Местиа (по горному перевалу через Адылсу) и в 500 км к северо-западу от города Тбилиси.
Граничило с землями населённых пунктов: Бухаидзе на севере, Ганахлеба на западе и с селением Эльбрус на юго-западе.
Населённый пункт располагался на узкой возвышенной террасе у подножья хребта, на правом берегу реки Баксан. Средние высоты на территории упразднённого села составляют 1799 метров над уровнем моря. Высшей точкой местности является гора Андырчи (3938 м).
Гидрографическая сеть местности представлена в основном рекой Баксан и его различными мелкими правыми притоками.

## Этимология
Тамариани — это литературный памятник грузинской литературы, который составлен средневековым грузинским поэтом Чахрухадзе и в котором он восхвалял знаменитую грузинскую царицу — Тамару.

## История
До Тамариани на месте села находился аул Губасанты, находившийся на месте впадения реки Губа-Санты-Суу в Баксан. Этот аул был основан задолго до упразднения и представлял собой два квартала, в которых жили представители тейпов: левобережье — Тиловы, правобережье — Курдановы. В 30-е годы здесь обосновалась бригада колхоза «Эльбрус.
В 1944 году после депортации балкарцев в Среднюю Азию, верховья Баксанского ущелья были переданы в состав района Верхней Сванетии Грузинской ССР. В том же году напротив упразднённого балкарского села переселенцами из Грузии было основано селение Тамариани.
В 1957 году после реабилитации балкарцев и их возвращении на прежние места проживания, селение Тамариани было упразднено, а все жилые постройки уничтожены или сожжены. Верховья Баксанского ущелья возвращены в состав восстановленной КБАССР.

## Современное состояние
Ныне местность, на которой было расположено село Тамариани, входит в состав сельского поселения Эльбрус и представляет собой микрорайон села Нейтрино, расположенный на правом берегу реки Баксан.